# Alexy Vega
Alexy Noel Vega Orellana (ur. 16 września 1996 w Jutiapie) – honduraski piłkarz występujący na pozycji lewego skrzydłowego, reprezentant Hondurasu, od 2024 roku zawodnik Marathónu.